# ديزيري لوري
ديزيري لوري (بالإنجليزية: Desiree Lowry)‏ هي متسابقة ملكة الجمال وعارضة أمريكية، ولدت في 25 يونيو 1972 في سانت جون في كندا.

## وصلات خارجية
- ديزيري لوري على موقع IMDb (الإنجليزية)